# 코쿤
《코쿤》(영어: Cocoon)은 미국에서 제작된 론 하워드 감독의 1985년 SF 코미디 드라마 영화이다. 돈 어미치, 윌퍼드 브림리, 흄 크로닌, 브라이언 데너히, 잭 길퍼드, 스티브 구튼버그, 모린 스테이플턴, 제시카 탠디, 궨 버던 등이 출연하였고, 데이비드 브라운 등이 제작에 참여하였다.
1986년 제58회 아카데미상에서 남우조연상(어미치)과 시각효과상을 수상하였다.
속편 《코쿤 2》(1988)로 이어진다.

## 줄거리
만년 전, 앤테리아 행성의 외계인들이 지구 아틀란티스에 전초 기지를 세운다. 아틀란티스가 가라앉은 후에도 외계인 20명이 바다 밑 고치 안에서 생명을 이어나간다.
만년의 시간이 지난 현재, 이들을 고향 별로 데려가려는 앤테리아 팀이 도착한다. 이들은 수영장이 딸린 집을 빌리고 고치 속 외계인들에게 귀환 여행에 필요한 에너지를 공급하기 위해 수영장을 생명 에너지(life force)로 채운다. 이들은 근방 선장 잭의 배를 전세내고, 잭은 고치 회수를 거든다. 잭은 그중 아름다운 키티가 선실에서 옷을 갈아입는 모습을 훔쳐보다가 키티가 외계인이라는 사실을 알게 된다. 놀란 잭에게 외계인들이 사실을 밝히자 잭은 이들을 돕기로 한다.
옆집은 양로원용으로 대여돼 있고, 여기에 사는 벤, 아서, 조는 몰래 수영장을 이용하며 에너지를 흡수해 젊고 건강해진 느낌을 받는다. 결국 이들의 무단 침입을 적발한 외계인 대장 월터는 수영장 사용을 허가하지만 다른 사람들에게 이에 관해서 언급해선 안 되며 고치를 건드리지 말라고 경고한다. 잭은 키티와 가까워지고, 인간의 방식으로 사랑을 나눌 수 없는 키티는 앤테리아식대로 수영장에서 자신의 생명 에너지를 잭과 나눈다.
벤의 아내 메리가 나무를 타는 모습을 보고 이를 수상히 여긴 다른 양로원 거주자들에게 친구 버니가 비밀을 털어놓고, 양로원 거주자들이 한꺼번에 수영장에 뛰어들어 고치를 함부로 다루면서 고치 하나가 망가진다. 이들을 발견하고 분노한 월터는 전부 바로 내쫓지만 결국 손상된 고치 안에 들어있던 외계인은 사망한다. 월터는 난생 처음 사별의 아픔을 겪는다. 양로원 거주자들이 에너지를 전부 흡수하는 바람에 고치들에게 공급할 생명 에너지가 바닥이 나, 우주 여행을 버틸 여력이 없는 고치들의 앤테리아 귀환이 좌절된다. 버니는 아내 로즈의 숨이 멎자 수영장에 담궈보지만 역시 소용이 없고, 월터는 버니를 위로한다.
고치들이 지구에서는 살아남을 수 있기에 잭, 벤, 아서, 조와 외계인들은 고치들을 바다로 돌려보낸다. 외계인들은 양로원 노인들 모두에게 영원히 늙지도 죽지도 않는 앤테리아로 함께 갈 것을 제안하지만, 버니는 지구에 남기로 한다.
벤은 손자 데이비드에게 자신과 메리가 영영 떠나게 되었다고 알리고, 이를 알게 된 데이비드의 엄마 수전은 당국에 연락한다. 데이비드는 선착장을 출발하는 잭의 배 안에 뛰어내리고 해안 경비대가 뒤를 쫓는다. 데이비드는 벤, 메리와 마지막 작별을 나누고 바다로 뛰어든다. 곧 외계선이 인위적으로 기상이변을 일으키면서 안개가 나타나 해안 경비대의 접근을 막고, 월터는 잭에게 배 빌린 값과 그간의 수고료를 준다. 키티와 마지막 입맞춤을 나눈 잭은 구명 보트에 올라타고, 배는 외계선을 향해 떠올라 그 안으로 사라지고, 외계선은 지구를 떠난다.
지구에서 실종된 양로원 거주자들의 장례식이 열린다. 도중 데이비드는 하늘을 바라보며 미소를 짓는다.

## 출연
- 돈 어미치 - 아트 셀윈 역
- 윌퍼드 브림리 - 벤 러킷 역
- 흄 크로닌 - 조 핀리 역
- 브라이언 데너히 - 월터 역
- 잭 길퍼드 - 버니 레프코위츠 역
- 스티브 구튼버그 - 잭 보너 역
- 모린 스테이플턴 - 메리 러킷 역
- 제시카 탠디 - 앨마 핀리 역
- 궨 버던 - 베스 매카시 역
- 허타 웨어 - 로즈 레프코위츠 역
- 타니 웰치 - 키티 역
- 배럿 올리버 - 데이비드 역
- 린다 해리슨 - 수전 역
- 타이론 파워 주니어 - 필즈버리 역
- 클린트 하워드 - 존 덱스터 역
- 랜스 하워드 - 세인트피터즈버그 형사 역
- 짐 피츠패트릭 - 항만 근로자 역 (크레디트 미기재)

## 기타 제작진
- 협력 제작: 로버트 다우델
- 배역: 페니 페리
- 미술: 잭 T. 콜리스
- 의상: 애기 거라드 로저스

## 사운드트랙
곡 목록
| 1. "Through the Window" (2:54) 2. "The Lovemaking" (4:21) 3. "The Chase" (4:27) 4. "Rose's Death" (2:10) 5. "The Boys are Out" (2:35) 6. "Returning to Sea" (4:13) 7. "Gravity" (4:52) - 마이클 셈벨로 작곡 및 가창 8. "Discovered in the Poolhouse" (2:45) 9. "First Tears" (1:49) 10. "Sad Goodbyes" (2:22) 11. "The Ascension" (5:55) 12. "Theme from Cocoon" (6:03) | 2013년, 인트라다(Intrada)가 확장, 리마스터 에디션을 발매했다. 1. "Through the Window" (2:58) 2. "Going to the Pool" (1:55) 3. "Pool Is Closed" (2:10) 4. "Mysterious Dive" (1:54) 5. "Seduction / Let's Go" (2:10) 6. "Unveiling" (1:05) 7. "Discovered in the Poolhouse" (2:47) 8. "A Relapse" (1:27) 9. "The Lovemaking" (4:24) 10. "First Tears" (1:51) 11. "Rose's Death" (2:14) 12. "Returning to Sea" (4:16) 13. "Sad Goodbye" (2:15) 14. "Sneaking Away" (3:15) 15. "David Runs to the Boat" (1:53) 16. "The Chase" (4:30) 17. "The Ascension" (6:01) 18. "Theme from Cocoon" (6:05) 19. "The Boys Are Out" (2:37) 20. "I Feel Great" (1:05) 21. "Rock Source" (1:13) 22. "Gravity" (4:00) |

## 우리말 녹음
SBS 성우진 (1992년 2월 5일)
- 황원 - 아트 셀윈 (돈 어미치)
- 최흘 - 벤 러킷 (윌포드 브림리)
- 김정호 - 조 핀리 (흄 크로닌)
- 박상일 - 월터 (브라이언 데너히)
- 이강룡 - 버니 레프코위츠 (잭 길퍼드)
- 오세홍 - 잭 보너 (스티브 구튼버그)
- 박민아 - 메리 러킷 (모린 스테이플턴)
- 강연숙 - 앨마 핀리 (제시카 탠디)
- 김정희 - 베스 매카시 (궨 버던)
- 김숙 - 로즈 레프코위츠 (허타 웨어)
- 윤소라 - 키티 (타니 웰치)
- 김정애 - 데이비드 (배럿 올리버)
- 김성희 - 수전 (린다 해리슨)
- 김새영
- 윤기황
- 이규화
- 김익태
- 김강산